# 永济桥 (常熟)
永济桥为位于中国江苏省苏州常熟市城区南门外上塘街上的一座三孔石拱桥，东西向跨元和塘，始建于清康熙四十六年至五十九年（1707-1720），为常熟现存三座三孔石拱桥中最长的一座。桥总长43.8米，跨径28.6米，桥堍宽6.6米，顶宽4.5米，中孔矢高6.4米，拱券采用纵联分节并列砌筑，中孔十一折，小孔七折。北面桥联为“国泰民安；风调雨顺”，南面为“愿天常生好人；愿人常行好事”。